# Zoo TV Live
Zoo TV Live é um álbum ao vivo da banda de rock irlandesa U2. Foi lançado exclusivamente para subescrever membros do site oficial da banda, U2.com, substituindo o U2.COMmunication em 20 de novembro de 2006. Este CD duplo apresenta o mesmo material da banda que está no concerto no Zoo TV: Live from Sydney, liberadoem VHS e DVD, bem como uma faixa bônus da Zoo TV especial, "Tryin' to Throw Your Arms Around the World". Embora o website da banda se referir ao álbum como ZOO2Live, o álbum é intitulado Zoo TV Live, de acordo com os CDs atuais. Este álbum foi interrompido a partir do site para o lançamento de U2 Go Home: Live from Slane Castle em 2007.

## Lista de faixas
- Todas as músicas de Bono, Adam Clayton, The Edge, Larry Mullen Jr., exceto onde indicado.

| Edição padrão |                                                        |         |  |
| N.º           | Título                                                 | Duração |  |
| 1.            | "Show de abertura"                                     | 3:15    |  |
| 2.            | "Zoo Station"                                          | 4:47    |  |
| 3.            | "The Fly"                                              | 4:47    |  |
| 4.            | "Even Better Than The Real Thing"                      | 5:21    |  |
| 5.            | "Mysterious Ways"                                      | 6:24    |  |
| 6.            | "One"                                                  | 4:39    |  |
| 7.            | "Unchained Melody" (Composta por Alex North, Hy Zaret) | 1:26    |  |
| 8.            | "Until the End of the World"                           | 5:00    |  |
| 9.            | "New Year's Day"                                       | 4:55    |  |
| 10.           | "Numb"                                                 | 4:22    |  |
| 11.           | "Angel of Harlem"                                      | 4:20    |  |
| 12.           | "Stay (Faraway, So Close!)"                            | 5:35    |  |
| 13.           | "Satellite of Love" (Composta por Lou Reed)            | 3:50    |  |

### Disco 2
| N.º | Título | Duração |  |
| 1.  | "Dirty Day" | 5:39    |  |
| 2.  | "Bullet the Blue Sky"                                                                                           | 5:24    |  |
| 3.  | "Running to Stand Still"                                                                                        | 5:37    |  |
| 4.  | "Where the Streets Have No Name"                                                                                | 5:39    |  |
| 5.  | "Pride (In the Name of Love)"                                                                                   | 6:23    |  |
| 6.  | "Daddy's Gonna Pay For Your Crashed Car"                                                                        | 4:44    |  |
| 7.  | "MacPhisto Speech"                                                                                              | 4:35    |  |
| 8.  | "Lemon" | 5:13    |  |
| 9.  | "With or Without You"                                                                                           | 4:21    |  |
| 10. | "Love Is Blindness"                                                                                             | 5:29    |  |
| 11. | "Can't Help Falling in Love" (Canção de Elvis Presley, composta por George Weiss, Hugo Peretti, Luigi Creatore) | 2:44    |  |

| Faixa bônus | |         |  |
| N.º         | Título | Duração |  |
| 12.         | "Tryin' to Throw Your Arms Around the World" (de Zoo TV Special, gravado no Yankee Stadium, 29 de agosto de 1992) | 3:52    |  |

## Posters
Este lançamento vem com dois pôsteres de edição limitada (em um poster de dupla face) da época da Zoo TV, na foto com a "capa", em que há pouca, exceto o que está no mangá.

## Equipe e colaboradores
- Bono – Vocal
- The Edge – Guitarra, teclado, vocais
- Adam Clayton – Baixo
- Larry Mullen, Jr. – Bateria